# Ashington, West Sussex
Ashington är en ort och civil parish i Storbritannien.   Den ligger i grevskapet West Sussex och riksdelen England, i den södra delen av landet, 70 km söder om huvudstaden London. Ashington ligger 32 meter över havet och antalet invånare är 2 403.
Terrängen runt Ashington är platt. Runt Ashington är det mycket tätbefolkat, med 1 411 invånare per kvadratkilometer. Närmaste större samhälle är Worthing, 12,8 km söder om Ashington. Trakten runt Ashington består till största delen av jordbruksmark.